# Ancylocranium
Ancylocranium is een geslacht van wormhagedissen uit de familie wormhagedissen sensu stricto (Amphisbaenidae).

## Naam en indeling
De wetenschappelijke naam van de groep werd voor het eerst voorgesteld door Hampton Wildman Parker in 1942.

### Soorten
Het geslacht omvat de volgende soorten die onderstaand zijn weergegeven, met de auteur en het verspreidingsgebied.
| Naam                    | Auteur          | Verspreidingsgebied |
| ----------------------- | --------------- | ------------------- |
| Ancylocranium barkeri   | Loveridge, 1946 | Tanzania            |
| Ancylocranium ionidesi  | Loveridge, 1955 | Tanzania            |
| Ancylocranium somalicum | Scortecci, 1930 | Somalië, Ethiopië   |

## Verspreiding en habitat
Er zijn drie soorten die voorkomen in delen van oostelijk Afrika en leven in de landen Ethiopië, Somalië en Tanzania. Over de habitat van de soorten is erg weinig bekend.

## Beschermingsstatus
Door de internationale natuurbeschermingsorganisatie IUCN is aan twee soorten een beschermingsstatus toegewezen. Beide soorten hebben de status 'onzeker' (Data Deficient of DD).